# Донзи ле Натионал
Донзи ле Натионал (фр. Donzy-le-National) насеље је и општина у источном делу централне Француске у региону Бургоња, у департману Саона и Лоара која припада префектури Макон.
По подацима из 2011. године у општини је живело 195 становника, а густина насељености је износила 18,97 становника/km². Општина се простире на површини од 10,28 km². Налази се на средњој надморској висини од 307 метара (максималној 480 m, а минималној 235 m).

## Демографија
| 1962. | 1968. | 1975. | 1982. | 1990. | 1999. | 2011. |
| ----- | ----- | ----- | ----- | ----- | ----- | ----- |
| 153   | 184   | 178   | 154   | 166   | 195   | 195   |

График промене броја становника у току последњих година